# Linia kolejowa Hidżaz Jordania
Linia kolejowa Hidżaz Jordania – jedna z dwóch linii kolejowych powstałych na bazie dawnej kolei hidżaskiej. Po rozpadzie Imperium Osmańskiego w 1920 roku kolej hidżaska została podzielona na dwie linie: syryjską (Chemin de Fer de Hedjaz Syrie, CFH) i jordańską (Hedjaz Jordan Railway, HJR), gdzie ta druga obejmowała całą część przebiegającą przez Jordanię (będącą wtedy jeszcze Brytyjskim Mandatem Palestyny). Kiedy w 1946 roku Jordania stała się niepodległa linia Hidżaz Jordania zaczęła służyć jako kolej państwowa, chociaż nie została znacjonalizowana. W 1975 HJR zbudowała odgałęzienie od miasta Ma'an do miasta portowego Akaba. Cztery lata później odcinek ten został sprzedany Aqaba Railway Corporation. Linia kolejowa Hidżaz Jordania funkcjonuje do dzisiaj na odcinku przecinającym granicę jordańsko-syryjską, przebiegającym przez Amman oraz Irbid.

## Połączenia
Linia kolejowa Hidżaz Jordania obsługuje pociągi pasażerskie jeżdżące z Ammanu do Damaszku. HJR obsługuje również pociągi towarowe.

### Pasażerskie
- Z Ammanu do Damaszku, odjeżdża o godzinie 8:00 w poniedziałki i czwartki
- Z Damaszku do Ammanu, odjeżdża o godzinie 8:00 w poniedziałki i czwartki

### Towarowe
- Z Ammanu do Damaszku, odjeżdża codziennie o godzinie 8:00
- Z Damaszku do Ammanu, odjeżdża codziennie o godzinie 8:00[1]

## Stacje
- Al-Mafrak
- Al-Samra
- Az-Zarka
- Amman
- Al-Qasr
- Alluban
- Al-Dżiza
- Dab'a
- Al-Katrana
- Ma'an[2]

## Lokomotywy
Lista może być niekompletna.

### Parowe
Na liście eksploatowanych lokomotyw parowych znajdują się:
| Numer kursowy pociągu | Układ kół | Producent i numer seryjny           | Data wyprodukowania |
| --------------------- | --------- | ----------------------------------- | ------------------- |
| 23                    | 2-8-2     | Robert Stephenson & Hawthorns, 7433 | 1951                |
| 51                    | 2-8-2     | Arnold Jung, 12081                  | 1955                |
| 53 (52)               | 2-8-2     | Arnold Jung, 12083                  | 1955                |
| 71                    | 2-8-2     | Haine St Pierre, Belgium, 2144      | 1955                |
| 82                    | 4-6-2     | Nippon Sharyo, 1610                 | 1953/1959           |
| 85                    | 4-6-2     | Nippon Sharyo, 1613                 | 1953                |

### Spalinowe
Na liście eksploatowanych lokomotyw spalinowych znajdują się:
| Ilość | Układ kół | Producent oraz typ | Data wyprodukowania |
| ----- | --------- | ------------------ | ------------------- |
| 3     | A1A-A1A   | GE U10B            | 1976                |

## Muzeum
Na dworcu w Ammanie znajduje się muzeum linii kolejowej. W roku 2003 posiadało ono ponad 250 ekspontów, w tym murale prezentujące rozwój linii kolejowej. 